# 川田龍平
川田 龍平（かわだ りゅうへい、1976年〈昭和51年〉1月12日 - ）は、日本の政治家。岩手医科大学客員教授。東京都出身。
参議院議員（3期）、参議院行政監視委員長、結いの党選挙対策委員長、維新の党国会議員団総務会長、同党規委員長、立憲民主党参議院政策審議会長等を歴任。東京HIV訴訟（薬害エイズ事件）原告、川田龍平と人権アクティビストの会代表。龍平学校-PEEK主宰。COVID-19ワクチンに関する懸念を表明し、シェディングの主張やワクチンロットに関する発言など様々な活動を行う一方で、オーガニック給食議員連盟の共同代表として、学校給食における有機食材の利用推進にも取り組んでいる。

## 人物・略歴

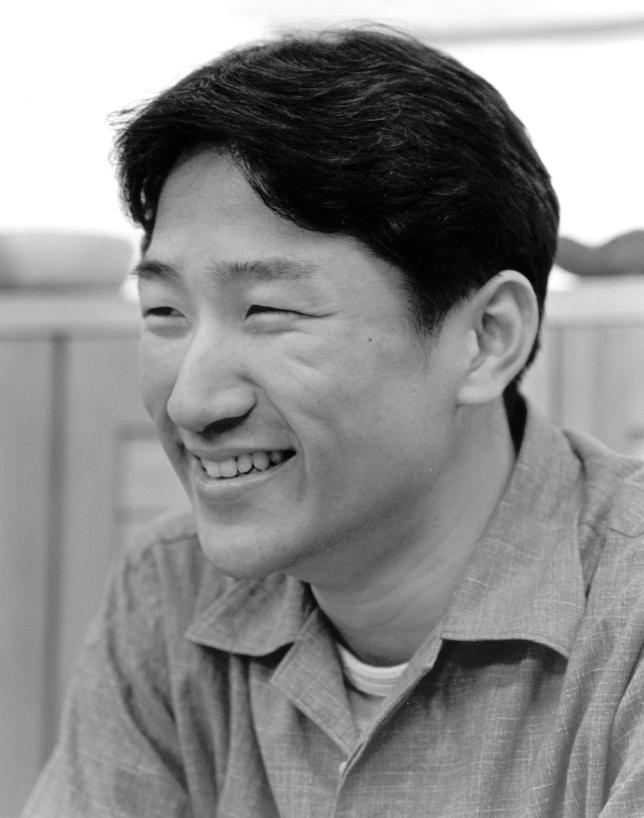
2003年9月27日（歳）

1976年、東京都小平市生まれ（名前は平和、平等の「平」に辰年生まれなので「龍」をつけて母が「龍平」とした）。血液型はB型。小平市立小川東小学校、小平市立小平第二中学校、東京都立小平高等学校、東京経済大学経済学部卒業。
生後6ヶ月、遺伝性疾患である血友病との診断を受ける。同病の治療に用いられた非加熱輸入血液製剤によりHIV（ヒト免疫不全ウイルス）に感染、その事実は10歳当時に母親から知らされた。1993年、東京HIV訴訟の原告（薬害エイズ事件を参照）のひとりとなる。1995年、19歳の時に実名を公表し、その裁判の実態が数多くのメディアで取り上げられ、多くの支援により、日本の薬害裁判史上初の刑事裁判となった。1996年、訴訟は日本初の和解で終決した。その後も人権アクティビストの会などを立ち上げ薬害と人権問題に取り組み、国と大企業の癒着体質を追及し続けている。
大学在籍中にドイツへ語学留学。2003年4月から松本大学非常勤講師を務めた（担当科目は「生命倫理」「社会活動」「ユニバーサルデザインと地域」）。
- 2007年、参議院選挙にて東京都選挙区から完全無所属で出馬し当選。環境委員会に所属。
- 2008年、世界経済フォーラムが選ぶ「Young Global Leaders」に選ばれる。
- 2011年、列国議員連盟の顧問機関である IPU (International Politician Union) のアドバイザーに就任。

血友病の治療経過中にC型肝炎ウイルスにも感染したが治療を経て治癒。2007年11月現在、HIV感染に伴うHIVウイルスは最低検出値未満。(20ピコ以下)

## 家族
- 実母は元衆議院議員の川田悦子。
- 妻はジャーナリストの堤未果。
- 義父は放送ジャーナリストのばばこういち。
- アニメ監督の宮崎駿は遠縁にあたる（妻の弟・堤大介の義叔父）。

## 年譜

### 出生から訴訟まで
- 1976年1月12日 - 東京都小平市に生まれる。
- 1976年7月 - 遺伝性疾患である血友病の診断を受ける。クリオ製剤[注釈 1]の使用開始。乳児期に3度の脳内出血も発症するが、同薬により救命された。
- 1979年8月 - 3歳。非加熱輸入血液製剤使用開始。
- 1983年9月 - 家族療法開始（母が注射）。
- 1985年8月 - 自己注射開始（自分で製剤を注射）。
- 1986年1月 - 母が医師からHIV感染を告知される。
- 1986年12月 - 母からHIV感染を告知される。
- 1987年7月 - 発症予防目的でインターフェロン治療開始。
- 1988年3月 - 小平市立小川東小学校卒業。
- 1991年3月 - 小平市立小平第二中学校卒業。

### 薬害エイズ事件（HIV血友病）訴訟参加以降
- 1992年9月 - 裁判に参加することを決意。
- 1993年9月 - 初めて裁判を傍聴。原告団に加わる。
- 1994年3月 - 東京都立小平高等学校卒業。
- 1995年3月 - 実名公表。
- 1995年4月 - 東京経済大学経済学部入学。
- 1996年1月 - 成人式を迎える。
- 1996年3月 - 東京HIV訴訟和解成立（実質原告勝訴）
- 1997年 - 川田龍平と人権アクティビストの会設立
- 1998年9月 - 大学を休学し、ドイツ・ケルンに留学（ - 2000年）
- 2000年9月 - 母・川田悦子の衆議院議員立候補に伴い帰国
- 2000年10月 - 母の衆議院議員当選に伴い帰国。秘書として仕事を手伝う（ - 2003年11月）
- 2003年3月 - 東京経済大学経済学部卒業。
- 2003年4月 - 松本大学非常勤講師
- 2007年2月 - 世界経済フォーラム（ダボス会議）のYoung Global Leadersの一人に選出された。

### 政界進出
- 2007年1月12日 - 31歳の誕生日に国政への挑戦を決意
- 2007年7月29日 - 第21回参議院議員通常選挙に東京都選挙区から無所属で出馬、683,629票を獲得して初当選。
- 2008年2月 - ジャーナリストの堤未果と結婚[5]。
- 2009年12月 - みんなの党へ入党。党副幹事長、政調会長代理に[6]。
- 2011年5月 - 国連列国議会連盟（IPU）のアドバイザー委員に就任。
- 2013年2月 - 子供と妊婦を放射能から守る「子ども・被災者支援法」を発議。同法成立後、子ども・被災者支援議連を設立し事務局長に就任。同年、薬害再発防止議連も設立し、事務局長に就任。
- 2013年7月21日 - 第23回参議院議員通常選挙にみんなの党全国比例区から出馬。党内比例区では最多得票の117,389票を獲得して再選。
- 2013年12月9日 - 「特定秘密保護法」に反対し、江田憲司らとともに離党。
- 2013年12月 - 結いの党結党。政策調査会長代行、国対委員長（参）代理、ネットワーク委員長代理、政治改革本部長、選挙対策委員長を兼務。
- 2014年5月 - 結いの党の都内各支部で構成される都連「結いの党TOKYO」が発足し、会長に就任[7]。
- 2014年9月 - 維新の党結党。党国会議員団総務会長に就任（党は同年12月に国会議員団を事実上廃止）。
- 2014年12月 - 第47回衆議院議員総選挙後の役員人事で維新の党党規委員長（国会議員団党規委員長から改組）に就任。
- 2016年3月 - 民進党結党に伴い参議院会派「民進党・新緑風会」に入会したが、比例代表選出議員の政党の移動を禁じた国会法上の規定により無所属となる（川田はみんなの党の比例代表で当選しているため、川田が選出された2013年の参院選時に存在していなかった結いの党や、結いの党が日本維新の会と合併して成立した維新の党には参加できるが、2013年の参院選時に存在していた民主党及びその存続後継政党である民進党に入党した時点で国会議員を失職する）。
- 2016年4月 - 民進党「次の内閣」厚生労働相となった。民進党の党規約付則「経過措置」の「本規約にかかわらず、2019年9月末日までの間、共同会派に所属する国会議員で、本党所属議員でない者に、役員又は役職を委嘱し、両院議員総会の決議に基づき両院議員総会における議決権を付与することができる」という規定の運用による。
- 2017年12月 - 8日立憲民主党に入党届を提出。同月19日に承認[8]。
- 2019年7月21日 -  第25回参議院議員通常選挙に立憲民主党公認比例区で出馬。党内順位6位の94,702票を獲得し3選。
- 2019年10月 - 参議院行政監視委員長[9]。
- 2020年9月 - （旧）立憲民主党が解党、（新）立憲民主党に参加。
- 2021年12月 - 立憲民主党参議院政策審議会長に就任（2022年9月まで）。
- 2024年6月-在来種子を公共資産とし循環型食システムを作る「ローカルフード法案」を作成し、参議院に提出。
- 2025年7月20日 -  第27回参議院議員通常選挙に立憲民主党公認比例区で出馬し、党内順位11位の51,276票を獲得したが、党の確保した議席が7議席であったため落選[10]。

## 政治活動

### 参議院議員
2007年7月の第21回参議院議員通常選挙に東京都選挙区より無所属で立候補。その際、公示日の7月12日には約1000人のボランティアが都内約14,000箇所の掲示板のポスター貼りを手伝ったほか、7月22日の新宿での集会では支援団体やボランティア支援者を中心に約800人以上を、7月28日（選挙戦最終日）の渋谷での集会には約1000人以上を集め、著名人らも応援に駆けつけた。683,629票を得て初当選。参議院環境委員会に所属した。その後無所属からみんなの党に入党し、2013年の二期目の選挙（第23回参議院議員通常選挙）では比例区でトップ当選。
議会では長らく厚生労働委員会に所属し、薬害、医療、環境分野に力を注ぎ、医療の専門家を呼んだ公開勉強会などを行っている。また、無所属時代から言論統制および警察権限拡大のリスクを含む児童ポルノ法改正案に対して慎重な立場を示しており、創作物の規制/単純所持規制に反対する請願署名市民有志の紹介議員としても名を連ねている。
- 2008年6月 - 参議院本会議において有害サイト対策法案に対し、反対票を投じる。
- 2008年12月 - 参議院本会議において国籍法改正案に対し、反対票を投じる。
- 2009年7月 -「臓器移植法改正」について、子供や精神障害者の権利を含めた野党側からの対案E案を本会議で発表する。
- 2009年12月 - 江田憲司の誘いをうけ、みんなの党に入党。
- 2013年1月 - 「子ども・被災者支援法議連」を設立。事務局長に就任。
- 2013年12月 - 「特定秘密保護法案」に反対し造反。本会議で反対票を投じみんなの党を離党。
- 2013年12月 - 江田憲司らと共にみんなの党を離党した議員達で「結いの党」を結党。
- 2013年12月 - 「結いの党」で政調会長代理・選挙対策委員長・政治制度改革委員長・都連会長を務める。
- 2014年3月 - 「薬害再発防止を目指す超党派議員連盟」を設立、事務局長に就任。
- 2014年9月 - 結いの党が日本維新の会と合流し「維新の党」を結党。党国会議員団総務会長・都連代表に就任。
- 2016年3月30日 - 民進党待機児童緊急対策本部副本部長に就任[13]。
- 2016年4月5日 - 民進党次の内閣ネクスト厚生労働大臣・年金改革担当・ネクスト内閣府特命大臣（少子化対策）に就任[14]。
- 2016年5月10日 - 超党派議員立法のがん対策基本法一部改正案の最終文案策定に参与[15]。
- 2016年8月2日 - 相模原障害者施設殺傷事件の発生を受け、「短絡的に精神医療のあり方の見直しと警備の強化のみに再発防止策を求めるべきではない。」という内容の談話を民進党「次の内閣」ネクスト厚生労働大臣として発表した[16]。
- 2016年8月2日 - 民進党代表選挙に参加[17]。
- 2016年9月29日 - 参議院国民生活・経済に関する調査会会長に就任[18]。
- 2024年1月 - 参議院行政監視委員長に就任。

### 政策
- 子どもと妊婦を放射能から守る「子ども・被災者支援法」発議者。同法は2012年に成立。「子ども・被災者支援法議員連盟」事務局長に就任。
- 「薬害再発防止を目指す超党派議員連盟」を設立、事務局長に就任。
- 薬のデータ改竄を防止する「臨床研究法案」を提出し、2017年に成立。[19]
- 選択的夫婦別姓制度導入に賛成[20][21]。
- 在来種を公共資産とし循環型食システムを作る「ローカルフード法案」発議者。同法は2024年6月に提出された。[22]

### ワクチン忌避活動
立憲民主党所属の参議院議員として、新型コロナウイルスワクチン（COVID-19ワクチン）やHPVワクチンに関する様々な発言や活動を行っている。
議員連盟の設立と活動
2022年6月、「子どもへのワクチン接種とワクチン後遺症を考える超党派議員連盟」を自民党の山田宏と共に発足させた。会員には、立憲民主党の中島克仁や山田勝彦、青山大人なども参加した。この議連は、マスクやワクチンが子どもの健康を害しているとして、国会で活発に活動を行っている。同年9月20日、5 - 11歳のCOVID-19ワクチン接種の「努力義務」を撤回する提言を厚労省に提出した。

レプリコンワクチンへの反対
2024年9月21日、自身のブログで「ベトナムで行われたレプリコンワクチンの治験で18人が死亡し、厚労省もそれを認めた」と主張した。このブログ記事は、川田が自らのXアカウントでレプリコンワクチン定期接種の中止を求めオンライン署名を呼びかけた投稿でも使われた。しかし、2023年に公開された審査報告書によると、いずれの死亡例もワクチンとの因果関係は否定されており、プラセボ群と比較しても死亡率は高くなかった。
2025年4月、『高齢者の予防接種は危ない：私は薬害を黙っていられない』を出版。同書では、レプリコンワクチンやCOVID-19ワクチンの健康被害や安全性への疑念を主張し、さらにワクチン行政や承認制度、医療界・製薬業界の利権構造、「日本が海外製薬企業に医薬品を買わされている」といった医薬品全般に関する批判的な見解を展開している。
反ワクチン集会への参加
2024年9月28日、反ワクチン集会「国民集会パレードデモ有明」に参加し、妻の堤未果や原口一博衆院議員と共に登壇した。川田は同会場で妻との共著『打ってはいけない-レプリコンワクチン不都合な真実-』を販売した。取材に対して「治験が行われたベトナムでは18人が死亡しています。mRNAワクチンの有効性が疑われるなかで急いで承認する必要はない」と語った。
シェディングの主張
2024年9月30日、レプリコンワクチンの「シェディング」について言及した要望書を提出した。シェディングとはワクチン接種者から何らかの毒素が排出され、非接種者の健康を損ねるという現象を指すが、レプリコンワクチンのシェディングは科学的に立証されていない概念であり、多くの研究者や学会によって否定されている。日本感染症学会を含む関連3学会はシェディング現象はないとする見解を発表し、厚生労働省も「他の方にワクチンの成分が伝播するといった科学的知見はありません」と公式に否定している。
ワクチンロットに関する主張
2024年12月17日、自身のXで「ロットによって接種者全員が亡くなっているショックな統計」があると投稿し、「御殿場の行政データです。特定のロットを打った人全員が死亡した」と主張した。同日の参議院予算委員会でも同様の発言を行った。
しかし、この主張は事実と異なることが明らかになっている。日本ファクトチェックセンター（JFC）が検証したところ、厚生労働省の副反応疑い報告データには特定のロットで全員が死亡した記録はなく、御殿場市に情報開示請求して得たデータにも、接種した人全てが亡くなったロットはなかった。

### オーガニック給食推進
オーガニック給食の普及に関する活動を積極的に行っている。「オーガニック給食こそ日本の食を守る一手」として、学校給食で有機農産物を使用することを提唱している。
議員連盟の設立
2023年6月15日、超党派による「オーガニック給食を全国に実現する議員連盟」の立ち上げに参加し、自民党の坂本哲志衆議院議員とともに共同代表に就任した。
発達障害に関する発言と批判
2023年12月7日、自身のX（旧Twitter）で「オーガニックな食事で子どもの発達障害の症状が改善できる」と投稿し、物議を醸した。この投稿では特定の農薬が発達障害の原因になり得るとする主張が含まれており、川田自身のオーガニック給食推進活動と関連付けられていた。この投稿に対して、科学的根拠が乏しいとの批判が多方面から寄せられた。発達障害の専門家からは、「オーガニックフードが発達障害を改善する『魔法の薬』のような存在ではない」との否定意見が示され、発達障害を「悪いものだから改善すべき」と捉える考え方自体が時代遅れであり、そのような認識が広まると差別を助長する恐れがあるという懸念も表明された。
川田による農薬と発達障害との関連性への言及は今回が初めてではなく、2018年には山田正彦との対談で同様のテーマについて触れていたが、当時は大きな批判や問題視されることはなかった。

### 所属団体・議員連盟
- 食の安全・安心を創る議員連盟（事務局長）
- 薬害再発防止の制度実現に取り組む国会議員連盟（事務局長）
- 子ども被災者支援法議員連盟（幹事長／発議者）
- 成育基本法推進議員連盟（代表代行）
- 自殺対策を推進する議員の会（副会長）
- 脳卒中・循環器病対策フォローアップ議員連盟（副会長）
- 有機農業推進議員連盟総会（幹事）[55]
- 獣医師・獣医療「ワンヘルス」政策議員連盟（幹事）
- 東京オリンピック・パラリンピックに向けて受動喫煙防止法を実現する議員連盟（幹事）[56]
- 日本アイスランド友好議員連盟
- 米消費拡大・純米酒推進議員連盟
- 和装振興議員連盟
- 政治分野における女性の参画と活躍を推進する議員連盟[57]
- オーガニック給食を全国に実現する議員連盟（共同代表）[4][48]
- 子どもへのワクチン接種とワクチン後遺症を考える超党派議員連盟（会長）[28][29]

## 著書
- 『龍平の現在（いま）』（三省堂、1996年）
- 『Ryuhei 龍平：僕は生きたい』（桐原書店、1996年）
- 『龍平への手紙：そして龍平から』 編著, 薬害エイズとたたかう龍平君を支える会 編集協力（草土文化、1997年）
- 『エイズ教育のこれから：龍平から子どもたちに伝えたいこと』（日本標準、2006年、ISBN 4-8208-0275-5）
- 『川田龍平いのちを語る』（写真・志葉玲、明石書店、2007年）
- 『日本に生きるということ：薬害エイズ被害者が光を見つけるまで』（講談社、2007年）
- 『誰も書けなかった国会議員の話』（PHP新書、2009年）
- 『医療格差』（角川SSC新書、2011年）
- 『この国は何故被害者を守らないのか：子ども被災と薬害エイズ」（PHP新書、2013年）
- 『Ryuhei：Courage to Live It 龍平：生き抜く勇気を』(高文研、2022年11月)
- 『高齢者の予防接種は危ない：私は薬害を黙っていられない」（飛鳥新社、2025年4月） - 和田秀樹との対談を収録。帯の推薦文は堤未果が書いている。

### 共著
- 『川田龍平いま輝いて』山本直英:共著、かもがわ出版、1996年8月
- 『ぼくらが語りあった7日間』TOSHI:共著、七賢出版、1996年
- 『川田龍平と「この国の人権」を考える』川田龍平と人権アクティビストの会:編、かもがわ出版、1998年1月
- 『現在生きる：川田龍平・悦子の親子対談』新日本出版社、1998年4月
- 『川田龍平いのちを語る』志葉玲:共著、明石書店、2007年6月
- 『打ってはいけない-レプリコンワクチン不都合な真実-』（堤未果との共著）自費出版、2024年

## 選挙歴
| 当落 | 選挙                     | 執行日         | 年齢 | 選挙区       | 政党         | 得票数     | 得票率 | 定数 | 得票順位 /候補者数 | 政党内比例順位 /政党当選者数 |
| ---- | ------------------------ | -------------- | ---- | ------------ | ------------ | ---------- | ------ | ---- | ------------------ | ---------------------------- |
| 当   | 第21回参議院議員通常選挙 | 2007年07月29日 | 31   | 東京都選挙区 | 無所属       | 68万3629票 | 11.57% | 5    | 5/25               | /                            |
| 当   | 第23回参議院議員通常選挙 | 2013年07月21日 | 37   | 参議院比例区 | みんなの党   | 11万7389票 | ーー   | 48   | 1/15               | 1/4                          |
| 当   | 第25回参議院議員通常選挙 | 2019年07月21日 | 43   | 参議院比例区 | 旧立憲民主党 | 9万4702票  | ーー   | 50   | 6/22               | 6/8                          |
| 落   | 第27回参議院議員通常選挙 | 2025年07月20日 | 49   | 参議院比例区 | 立憲民主党   | 5万1276票  | ーー   | 50   | 11/22              | 11/7                         |